# African Banks
African Banks lub African Islands – „pseudo atol”, najbardziej na północ wysunięty ląd Amirantów. Składa się z dwóch, oddalonych od siebie o 3 km wysepek North Island i South Island. Głębokość wody na obszarze około 10 km² nie przekracza 8 m. Te niezamieszkane wyspy otoczone są koralowym wieńcem (od wschodniej strony) i wodami bogatymi w ryby, głównie makrele, tuńczyki i rekiny. Najbliższą wyspą jest Remire, leżąca około 25 km na południe.
Obydwie wyspy są płaskie, wystające zaledwie 3 m ponad poziom morza i widoczne z odległości 14 km ponad falami przybrzeżnymi, które przelewają się przez pobliską rafę.
North Island (fr. Île du Norde) – jest płaską, bezludną wyspą utworzoną z piaskowca, 275 m długości i 45–90 m szerokości; prawie bezdrzewna (w roku 1995 rosła tylko jedna palma kokosowa) i porośnięta trawą oraz nisko rosnącą roślinnością. W północno-wschodnim jej końcu znajduje się zrujnowana automatyczna latarnia morska North Island Lighthouse. Wyspa Północna często jest odwiedzana przez kłusowników, którzy są odpowiedzialni za znaczną eksploatację i niepokojenie gnieżdżących się tu ptaków; to jedno z trzech na Seszelach miejsc lęgowych rybitwy różowej Sterna dougallii (82 pary) i rybitwy złotodziobej Sterna bergii (sześć par w roku 1974, prawdopodobnie już się nie rozmnaża). Turyści czasem odwiedzają wyspę wynajętymi jachtami.
African Banks miał drugą, leżącą 2,9 km na południe od North Island wysepkę South Island (fr. ÎIe du Sud), która w roku 1976, wskutek erozji prawie całkiem zniknęła, pozostawiając mały grzbiet piaskowca widoczny tylko podczas odpływu. Wyspa miała wymiary 230 × 70 m.
Wyspy zostały odkryte w 1797 i nazwane Îlots Africains przez admirała Willaumeza dowodzącego fregatą Régénérée.